# شو أوتا
شو أوتا (باليابانية: 青田 翔) (13 نوفمبر 1986 في كاناغاوا في اليابان – )؛ هو لاعب كرة قدم ياباني سابق كان يلعب كمهاجم.

## وصلات خارجية
- شو أوتا على موقع رابطة كرة القدم اليابانية للمحترفين (اليابانية)